# Wybory do Parlamentu Europejskiego na Malcie w 2019 roku
Wybory do Parlamentu Europejskiego IX kadencji na Malcie zostały przeprowadzone 25 maja 2019 roku. Maltańczycy wybrali 6 eurodeputowanych. Frekwencja wyniosła 74.8%.

## Wyniki wyborów
|  | Partia                    | Grupa w PE | Mandaty | Zmiana | Liczba głosów | % głosów | Zmiana |
|  | ------------------------- | ---------- | ------- | ------ | ------------- | -------- | ------ |
|  | Partia Pracy              | S&D        | 4       | 1      | 141 267       | 54,29    | 0,9    |
|  | Partia Narodowa           | EPP        | 2       | 1      | 98 611        | 37,9     | 2,12   |
|  | Imperium Europa           | brak       | 0       |        | 8 238         | 3,17     | 0,49   |
|  | Partia Demokratyczna      | ALDE       | 0       |        | 5 276         | 2,03     | 2,03   |
|  | Alternatywa Demokratyczna | brak       | 0       |        | 1 866         | 0,72     | 2,23   |
|  | Sojusz dla Zmian          | brak       | 0       |        | 1 186         | 0,46     | 0,06   |
|  | Maltański Ruch Patriotów  | brak       | 0       |        | 771           | 0,30     | 0,30   |
|  | Rozum, nie ego            | brak       | 0       |        | 323           | 0,12     | 0,12   |
|  | Niezależni                | brak       | 0       |        | 2 674         | 1,03     |        |
|  | Łącznie                   |            | 6       |        | 260 160       | 100.0    |        |